# Ольшини (Лодзинське воєводство)
Ольшини (пол. Olszyny) — село в Польщі, у гміні Ленки-Шляхецькі Пйотрковського повіту Лодзинського воєводства.
Населення — 64 особи (2011).
У 1975-1998 роках село належало до Пйотрковського воєводства.

## Демографія
Демографічна структура станом на 31 березня 2011 року:
|          | Загалом | Допрацездатний вік | Працездатний вік | Постпрацездатний вік |
| -------- | ------- | ------------------ | ---------------- | -------------------- |
| Чоловіки | 39      | 10                 | 24               | 5                    |
| Жінки    | 25      | 3                  | 13               | 9                    |
| Разом    | 64      | 13                 | 37               | 14                   |